# Zündschlüssel

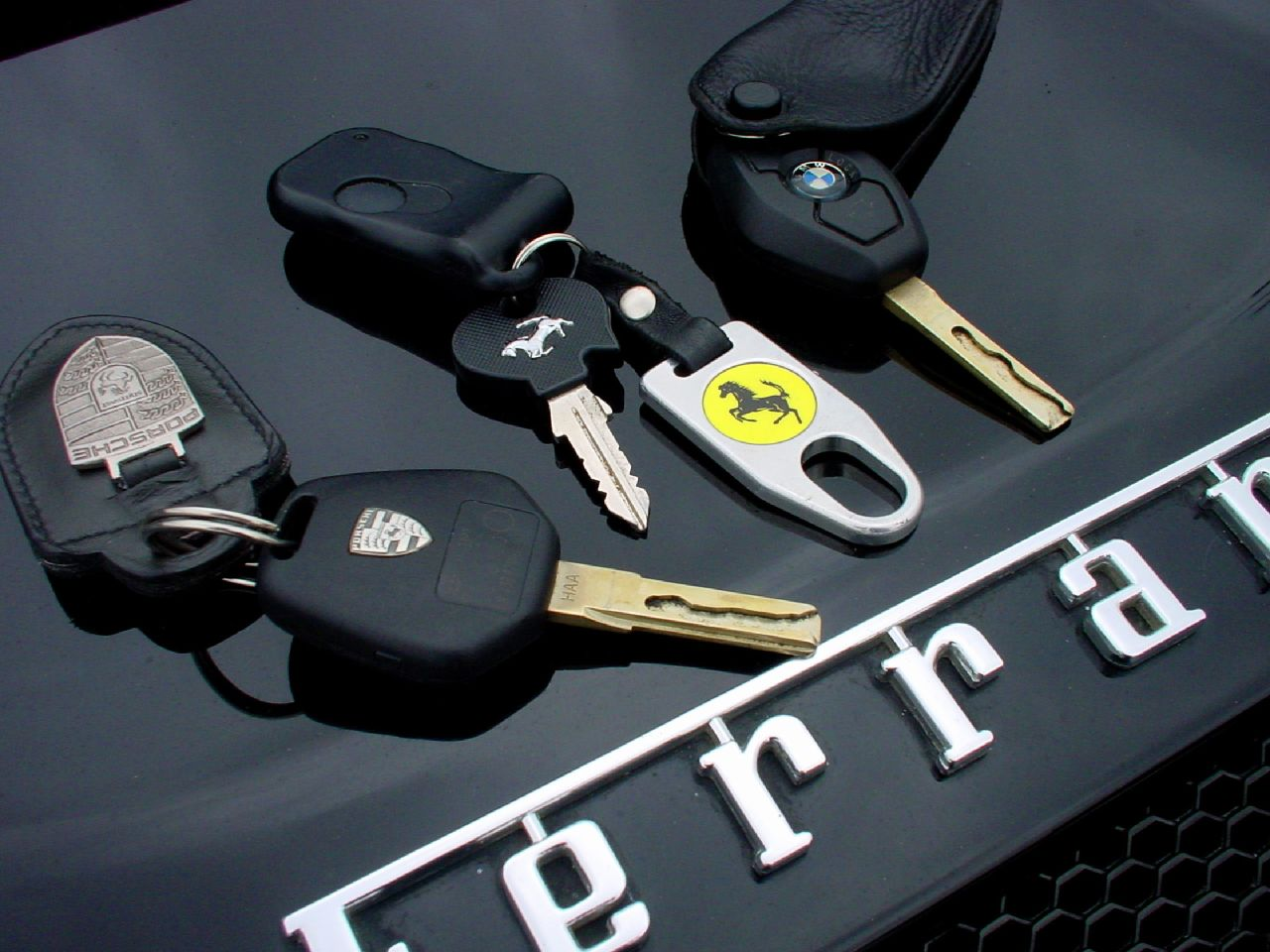
Diverse Zündschlüssel

Mit einem Zündschlüssel werden Automobile sowie andere motorisierte Geräte und Maschinen geöffnet und gestartet.
Bei modernen Automobilen enthält er meist eine elektronische Wegfahrsperre und einen Funksender zum Bedienen der Zentralverriegelung, ohne den Schlüssel ins Schloss stecken zu müssen.
Eine weitere Bedeutung von Zündschlüssel ist jener fingerförmige Bauteil, der aus einem Dieselmotor vor dem Starten herausgeschraubt wird, um am röhrchenförmig hohlen Ende eine Zündlunte (z. B. ein 7-mm-Röllchen Zündfix-Diesel-Selbstzünder) aufzunehmen und wieder dicht eingedreht zu werden, um den Kaltstart zu erleichtern. Siehe: Zündung (Verbrennungsmotor)#Dieselmotoren.

## Funktionsweise

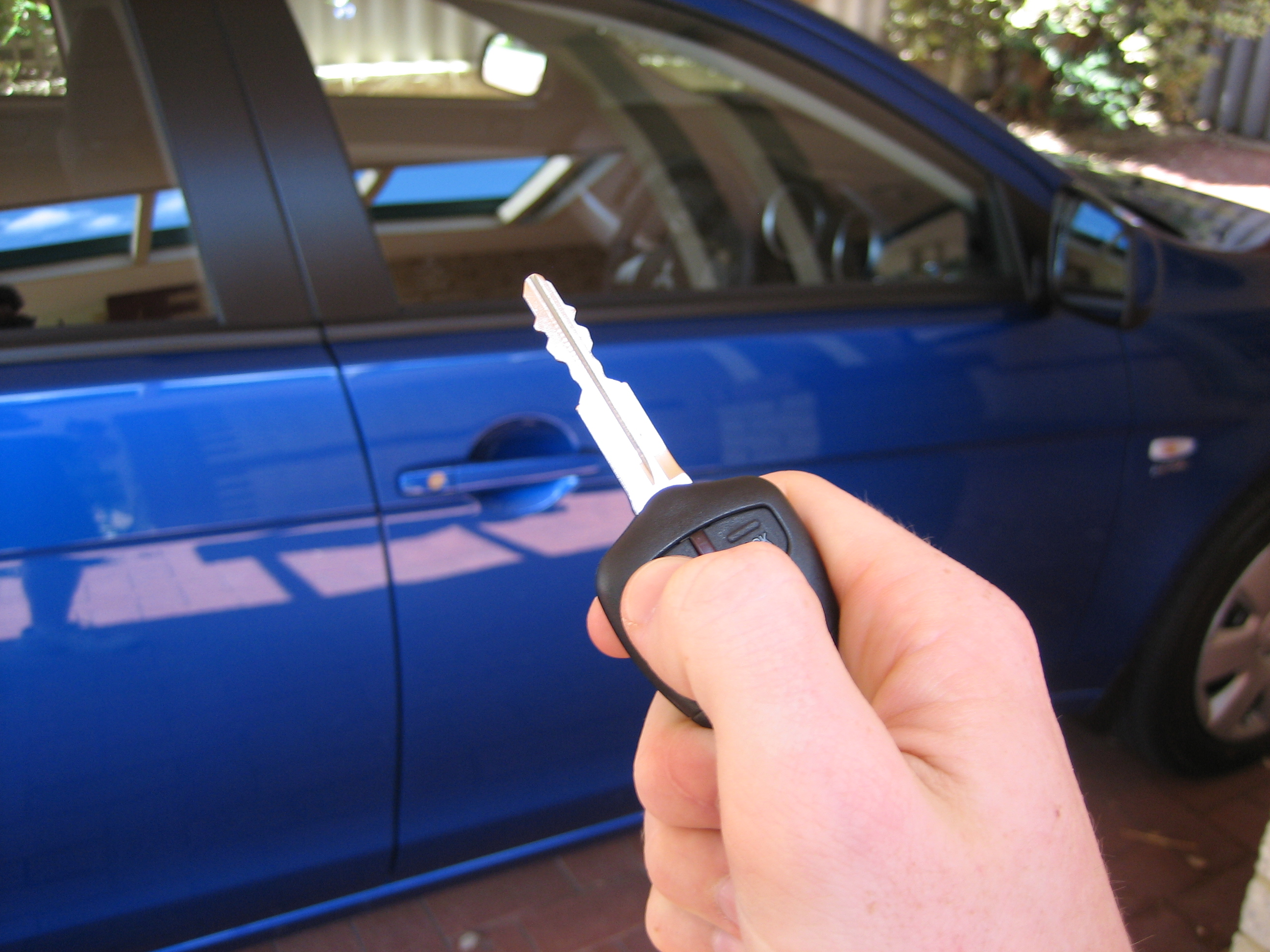
Öffnung per Zündschlüssel

Zum Starten des Fahrzeugs wird der Zündschlüssel in das Zündschloss gesteckt. Wird er eine Stellung nach rechts gedreht, wird die Zündung aktiviert, die den Zündkreislauf schließt, so dass der Motor gestartet werden kann. Zusätzlich werden elektrische Verbraucher wie Lüftung und elektrische Fensterheber aktiviert. Wird er noch eine Stellung weiter gedreht, so wird der Anlasser betätigt, welcher wiederum den Motor startet.
Die Zündung wird bei modernen Fahrzeugen mit rein elektronischen Schlüsseln aktiviert, indem man den Schlüssel in einen dafür vorgesehenen Schlitz steckt und zum Starten einen Startknopf drückt, statt den Schlüssel zu drehen. Der Zugang mit einem solchen Schlüssel ohne Bart wird auch Keyless go genannt.

## Beschaffenheit
Während man bis etwa Mitte der 1980er Jahre für Türschlösser und Zündschloss häufig noch oft zwei Schlüssel benötigte, wurden ab dieser Zeit beide zu einem zusammengeführt. Später kam noch die elektronische Form der Zentralverriegelung als integrativer Bestandteil des Zündschlüssels dazu.
Bei vielen modernen Fahrzeugen sieht der Zündschlüssel kaum noch wie ein Schlüssel aus, sondern hat die Form eines rechteckigen Kästchens oder einer Karte. Das Fahrzeug kann dann nur noch über die integrierte Funkfernbedienung geöffnet werden. Manchmal öffnet es sich schon von selbst, wenn man sich mit dem Schlüssel dem Fahrzeug nähert.
Es sind Forschungen im Gange, die den menschlichen Finger als Zündschlüssel etablieren können. Einzelne Finger übernehmen dabei verschiedene Aktivierungsfunktionen.